# يوليا يانسن
يوليا يانسن (بالإنجليزية: Julia Janssen؛ 1900 – 1982) كانت ممثلة مسرح وسينما ألمانية برزت في فترة ما بين الحربين العالميتين، وامتدت مسيرتها الفنية لعدة عقود لتشمل أدوارًا مسرحية وأعمالًا سينمائية بارزة.

## الحياة المبكرة
ولدت يانسن في ألمانيا عام 1900. بدأت اهتمامها بالفنون في سن مبكرة، ودرست التمثيل في مدارس مسرحية مرموقة، مما أتاح لها فرصة الظهور على خشبة المسرح في أوائل العشرينيات.

## المسيرة الفنية
بدأت يانسن مسيرتها على المسرح الألماني حيث أدت أدوارًا في كلاسيكيات الأدب الألماني والعالمي، بما في ذلك أعمال غوته وشكسبير. كانت معروفة بقدرتها على تجسيد الشخصيات النسائية القوية والمعقدة.
انتقلت لاحقًا إلى السينما، حيث ظهرت في عدة أفلام ألمانية في ثلاثينيات وأربعينيات القرن العشرين، من أبرزها:
- Der goldene Spiegel (1932)
- Die große Chance (1934)
- Kameraden auf See (1938)[4].

كما استمرت في العمل بعد الحرب العالمية الثانية، وشاركت في إنتاجات مسرحية وسينمائية حتى منتصف الستينيات.

## الأسلوب والسمعة
عرفت يانسن بأسلوب تمثيلها الكلاسيكي وقدرتها على التنقل بين الدراما والكوميديا. حظيت باحترام النقاد وزملائها في الوسط الفني، واعتبرت واحدة من الأصوات المسرحية المميزة في جيلها.

## الوفاة
توفيت يوليا يانسن في ألمانيا عام 1982، تاركة إرثًا فنيًا يمتد عبر المسرح والسينما الألمانية.